# Гайлит, Владимир Гугович
Влади́мир Гу́гович Га́йлит (9 ноября 1926, Москва — 1992) — советский волейболист, игрок сборной СССР (1950—1952). Чемпион мира, двукратный чемпион Европы, пятикратный чемпион СССР. Нападающий. Мастер спорта СССР.
Выступал за команды: 1946—1948 — «Большевик» (Москва), 1949 — «Локомотив» (Москва), 1950—1951 — ЦДКА/ЦДСА, 1952 — ВВС МВО, 1953—1956 — ЦДСА. Пятикратный чемпион СССР (1950, 1952—1955). Серебряный призёр первенства СССР и Спартакиады народов СССР 1956 в составе сборной Москвы.
В сборной СССР в официальных соревнованиях выступал в 1950—1952 годах. В её составе: чемпион мира 1952), двукратный чемпион Европы (1950 и 1951).